# Claudia Cardinale
Claudia Cardinale (sinh ngày 15 tháng 4 năm 1938) là một diễn viên người Ý. Bà tham gia diễn trong các phim của Ý và Pháp.

## Danh mục phim

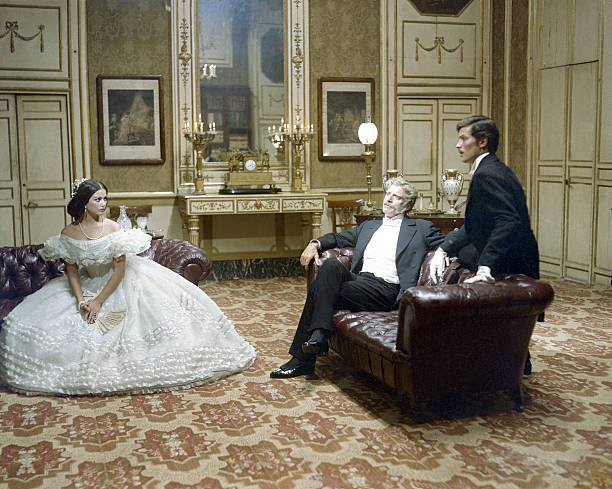
The Leopard (1963).

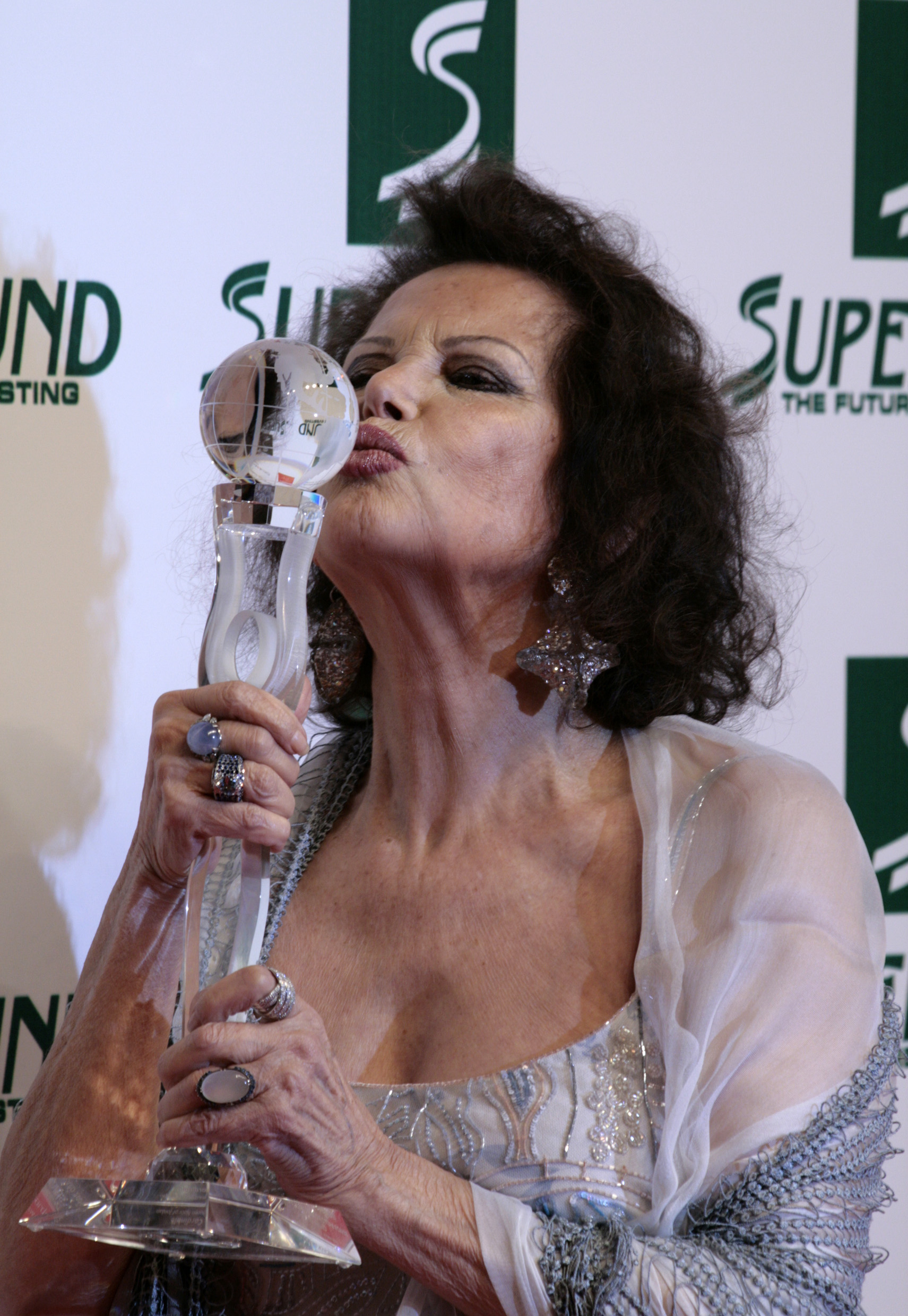
At the Women's World Award 2009

### Điện ảnh
- Goha (1958)
- I soliti ignoti (1958)
- Three Strangers in Rome (1958)
- Vento del sud (1959)
- Il magistrato (1959)
- La prima notte (1959)
- Anneaux d'or (1959) – Short film
- Un maledetto imbroglio (1959)
- Upstairs and Downstairs (1959)
- Il bell'Antonio (1960)
- Napoleone ad Austerlitz (1960)
- Audace colpo dei soliti ignoti (1960)
- Rocco and His Brothers (1960)
- I Delfini (1960)
- Girl with a Suitcase (1961)
- La Viaccia (1961)
- Les Lions sont lâchés (1961)
- Auguste (1961) – Cameo
- Cartouche (1962)
- Senilità (1962)
- 8½ (1963)
- The Leopard (1963)
- The Pink Panther (1963)
- La ragazza di Bube (1963)
- Gli indifferenti (1964)
- Circus World (1964)
- Il magnifico cornuto (1964)
- Vaghe stelle dell'Orsa (1965)
- Blindfold (1965)
- Lost Command (1966)
- The Professionals (1966)
- Sex Quartet (1966)
- Una rosa per tutti (1967)
- Don't Make Waves (1967)
- La amante estelar (1968) – Short film
- Il giorno della civetta (1968)
- The Hell with Heroes (1968)
- Ruba al prossimo tuo (1968)
- Once Upon a Time in the West (1968)
- Nell'anno del Signore (1969)
- Certo certissimo... anzi probabile (1969)
- The Red Tent (1969)
- The Adventures of Gerard (1970)
- Popsy Pop (1971)
- The Legend of Frenchie King (1971)
- Bello, onesto, emigrato Australia sposerebbe compaesana illibata (1971)
- L'udienza (1972)
- Il clan dei marsigliesi (1972)
- Il giorno del furore (1973)
- I guappi (1974)
- Conversation Piece (1974) – Cameo as the professor's wife
- Libera, amore mio (1975)
- A mezzanotte va la ronda del piacere (1975)
- Qui comincia l'avventura (1975)
- Il comune senso del pudore (1976)
- Il prefetto di ferro (1977)
- Goodbye & Amen - L'uomo della CIA (1977)
- Corleone (1978)
- Una donna due passioni (La part du feu) (1978)
- L'amante proibita (La petite fille en velours bleu) (1978)
- L'arma (1978)
- Escape to Athena (1979)
- Si salvi chi vuole (1980)
- The Salamander (1981)
- The Skin (1981)
- Fitzcarraldo (1982)
- Le cadeau (1982)
- Le ruffian (1983)
- Henry IV (1984)
- Claretta (1984)
- La donna delle meraviglie (1985)
- L'estate prossima (L'été prochain) (1985)
- A Man in Love (Un homme amoureux) (1987)
- Blu elettrico (1988)
- Hiver 54, l'abbé Pierre (1989)
- Atto di dolore (1990)
- La battaglia dei tre tamburi di fuoco (La batalla de los Tres Reyes) (1990)
- Mayrig (1991)
- 588, rue Paradis (1992)
- Son of the Pink Panther (1993)
- Elles ne pensent qu'à ça... (1994)
- Un été à La Goulette (1996) – Cameo
- Sous les pieds des femmes (1997)
- Stupor Mundi (1997)
- Riches, belles, etc. (1998)
- Un café... l'addition (1999) – Short film
- Li chiamarono... briganti! (1999)
- And Now... Ladies and Gentlemen (2002)
- Le démon de midi (2005)
- Cherche Fiance Tous Frais Payes (2007)
- Le Fil (2009)
- Signora Enrica (2010)
- Un balcon sur la mer (2010) – Cameo
- Father (2011)
- Joy de V. (2011)
- Gebo et l'ombre (2012)
- El artista y la modelo (2012)
- Effie (2012)
- Deauville (2012)
- Piccolina bella (2012)
- The Silent Mountain (2013)

### Truyền hình
- Jesus of Nazareth (1977)
- Princess Daisy (1983)
- La Storia (1986)
- Naso di cane (1986)
- La Révolution française (1989)
- Flash - Der Fotoreporter, episode Das Zweite Gesicht der Aida (1993)
- Mayrig (1993)
- 10-07: L'affaire Zeus (1995)
- Nostromo (1996)
- Deserto di fuoco (1997)
- Mia per sempre (1998)
- Élisabeth - Ils sont tous nos enfants (2000)
- Hold-up à l'italienne (2008)
- Il giorno della Shoah (2010)